# Mixomelia diagramma
Mixomelia diagramma là một loài bướm đêm trong họ Noctuidae.